# Доктор-Кеннет-Каунда
Кеннет Каунда (Dr Kenneth Kaunda) — район Северо-Западной провинции ЮАР. Назван в честь первого президента Замбии Кеннета Каунды, который поддерживал АНК во время его борьбы против режима апартеида. Административный центр — Клерксдорп. По данным переписи 2001 года большинство населения района говорит на языке тсвана.

## Административное деление
В состав района Кеннет Каунда входят четыре местных муниципалитета:
- Матлосана (местный муниципалитет)
- Тлокве (местный муниципалитет)
- Макуасси Хиллс (местный муниципалитет)
- Вентерсдорп (местный муниципалитет)